# Батамиров Анатолій Михайлович
Анатолій Михайлович Батамиров (23 лютого 1900, місто Сизрань, тепер Самарської області, Російська Федерація — 15 листопада 1983, тепер Російська Федерація) — радянський державний  діяч. Депутат Верховної ради РРФСР 1—2-го скликань. Депутат Верховної ради СРСР 3-го скликання.

## Біографія
Народився в родині робітників. З 1914 року працював чорноробом у поміщика в селі Бутирки Сизранського повіту, потім працював на млині, був візником та робітником-карбувальником на пароплавстві «Русь» у Сизранському затоні, ремонтним робітником на Сизрано-Вяземській залізниці. У 1918 році навчався у залізничному училищі на станції Абдуліно Самаро-Златоустівської залізниці.
На початку 1918 року добровільно вступив до Червоної армії: рядовий, наглядач військово-санітарного поїзда, політрук, начальник політпросвіту полку, політрук кінної розвідки. Воював на Східному та Південному фронтах, брав участь у військових діях проти українських та польських військ. Був важко поранений. Член РКП(б) з 1920 року.
З 1920 до 1921 року — слухач вищих військово-політичних курсів при ЦК КП(б) України. З 1921 по 1923 рік служив політруком роти особливого відділу «боротьби з бандитизмом» при Київському губернському військовому комісаріаті.
У 1923—1930 роках — голова районного комітету профспілки цукровиків, голова окружного комітету профспілки цукровиків; директор Полтавського цукрового комбінату імені Степана Халтуріна.
У 1930—1932 роках — студент Київської торгово-промислової академії імені Сталіна, навчання не закінчив.
У 1932—1937 роках — директор Бродецького цукрового комбінату Вінницької області. У 1937—1939 роках — директор Уладівського цукрового комбінату Вінницької області.
У 1939—1940 роках — директор Воронезького цукрового тресту.
У січні 1940 — 1942 року — заступник народного комісара землеробства СРСР.
З 1942 по березнь 1943 року — заступник голови виконавчого комітету Тульської обласної ради депутатів трудящих.
У березні 1943 — липні 1944 року — голова виконавчого комітету Тульської обласної ради депутатів трудящих.
У липні 1944 — серпні 1945 року — голова виконавчого комітету Калузької обласної ради депутатів трудящих.
З серпня 1945 до квітня 1946 перебував на лікуванні.
З червня 1946 по липень 1947 року — заступник голови виконавчого комітету Алтайської крайової ради депутатів трудящих.
У липні 1947 — травні 1949 року — голова виконавчого комітету Алтайської крайової ради депутатів трудящих.
У травні 1949 — серпні 1951 року — голова виконавчого комітету Новосибірської обласної ради депутатів трудящих.
З серпня 1952 по 1955 рік — начальник Росголовліспостачу Міністерства лісової промисловості СРСР.
У 1955—1957 роках — голова виконавчого комітету Кустанайської обласної ради депутатів трудящих Казахської РСР.
1957 року вийшов на пенсію за станом здоров'я. З жовтня 1958 року жив у Москві. З серпня 1960 по травень 1963 року — уповноважений Художнього фонду СРСР.
Помер 15 листопада 1983 року.

## Нагороди
- два ордени Леніна (1936)
- орден Вітчизняної війни І ст.
- орден «Знак Пошани»
- орден Червоної Зірки
- медаль «За доблесну працю у Великій Вітчизняній війні 1941—1945 рр.»
- медаль «За освоєння цілинних земель»
- медаль «У пам'ять 800-річчя Москви»
- знак «50 років перебування в КПРС»